# Batumi
Batumi (georgisch ბათუმი, russisch Батуми, türkisch Batum) ist eine Hafenstadt am Schwarzen Meer. Als Hauptstadt der Region Adscharien im südwestlichen Georgien hat sie 172.100 Einwohner (Stand: 2021) und ist damit zweitgrößte Stadt des Landes. Batumi ist Sitz eines Bistums der Georgischen Orthodoxen Kirche sowie ein Wissenschaftsstandort mit Hochschulen, Universität, Marinefakultät und landwirtschaftlichem Institut.

## Lage und Verkehr

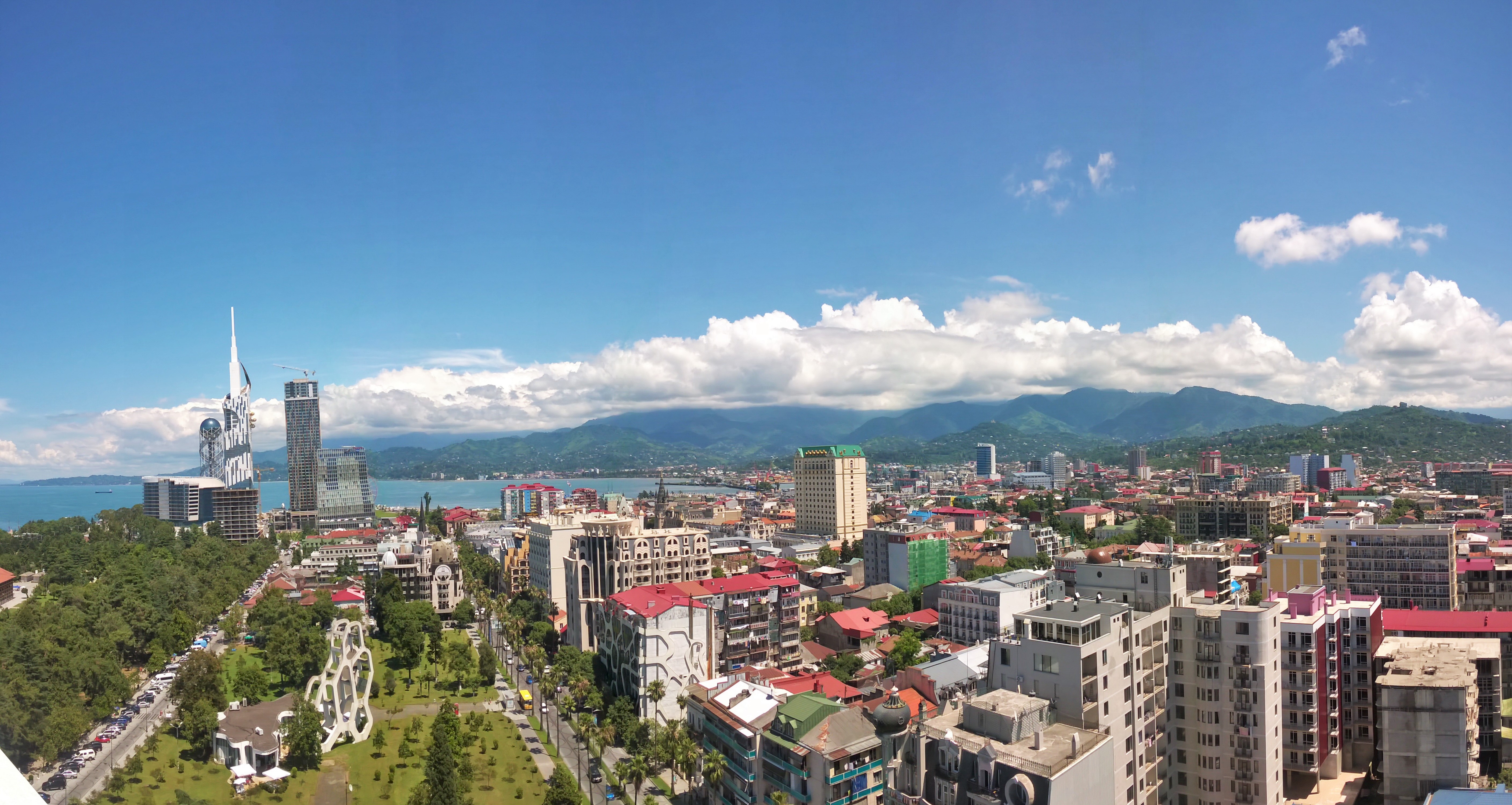
Zentrum von Batumi, 2016

Das Stadtzentrum ist nur 18 km von der türkischen Grenze entfernt. Die Straßenverbindung in das südwestliche Nachbarland über den Grenzübergang Sarpi/Sarp ist stark befahren. In das 130 km entfernte Rize und das 205 km entfernte Trabzon bestehen Busverbindungen.

### Schiene
Batumi ist an das georgische Eisenbahnnetz angeschlossen. Die Strecke nach Batumi dient vorwiegend dem Erdöltransport vor allem aus Aserbaidschan zum Schwarzen Meer. Personenzugverbindung mit Tiflis besteht jedoch zwei- bis dreimal täglich, bei einer Fahrzeit von etwa fünf Stunden. Außerdem verkehrt je ein Regionalzugpaar täglich nach Kutaissi sowie eine Elektritschka nach Osurgeti (Stand Februar 2017). Der Personenbahnhof von Batumi befindet sich im sieben Kilometer vom Stadtzentrum entfernten Stadtteil Machindschauri (eingemeindet 2011).

### Flugverkehr
Der Internationale Flughafen Batumi liegt sechs Kilometer südwestlich des Stadtzentrums.

### Hafen

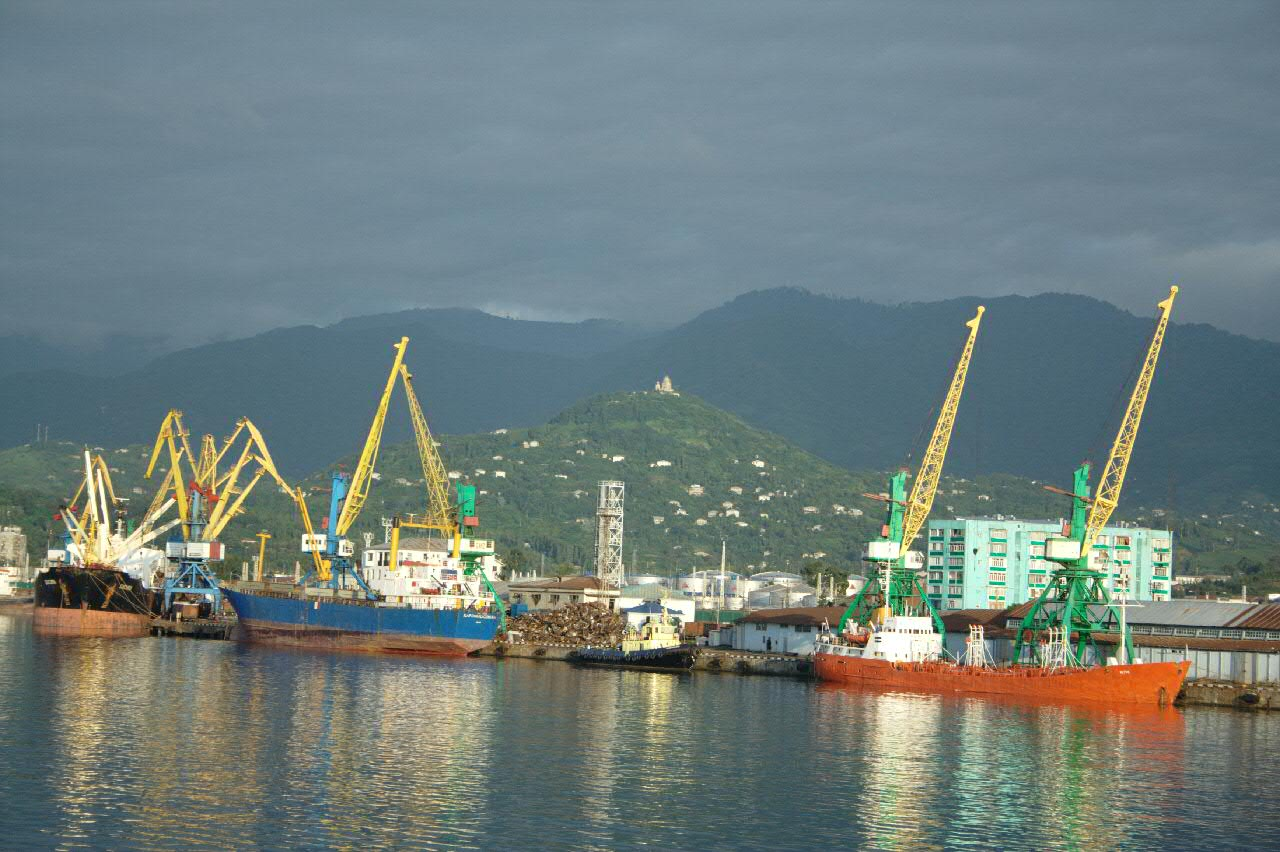
Hafen Batumi (2007)

Batumi ist heute der Haupthafen Georgiens. Er bietet Platz für die Abfertigung von 80.000-Tonnen-Tankern. Das Erdöl aus Aserbaidschan wird nahe dem Hafen raffiniert und von dort verschifft. Auch Ölexporte aus Kasachstan und Turkmenistan werden in Batumi umgeschlagen. Daneben exportiert die Stadt regionale Agrarprodukte wie Tee und Zitrusfrüchte. Betreiber des Hafens ist KazTransOil.
Seit 1995 ist der Frachtumsatz des Hafens ständig gestiegen. 2001 betrug er rund acht Millionen Tonnen im Jahr. 2013 betrug die Fracht-Tonnage 700.000 t, das Container-Volumen 100.000 TEU (2013); 180.000 Passagiere (2013).
Die Staatseinkünfte aus dem Hafen werden auf 200 bis 300 Millionen US-Dollar jährlich geschätzt.von wem?
Fährverbindungen aus Batumi bestehen nach Tschornomorsk (bei Odessa, Ukraine), Sotschi in Russland und Poti in Georgien. Mit dem Umbau des Flughafens Poti zu einem Luftfahrt-Drehkreuz in der Kaukasusregion soll die Küstenregion um Batumi gefördert werden.

## Geografie

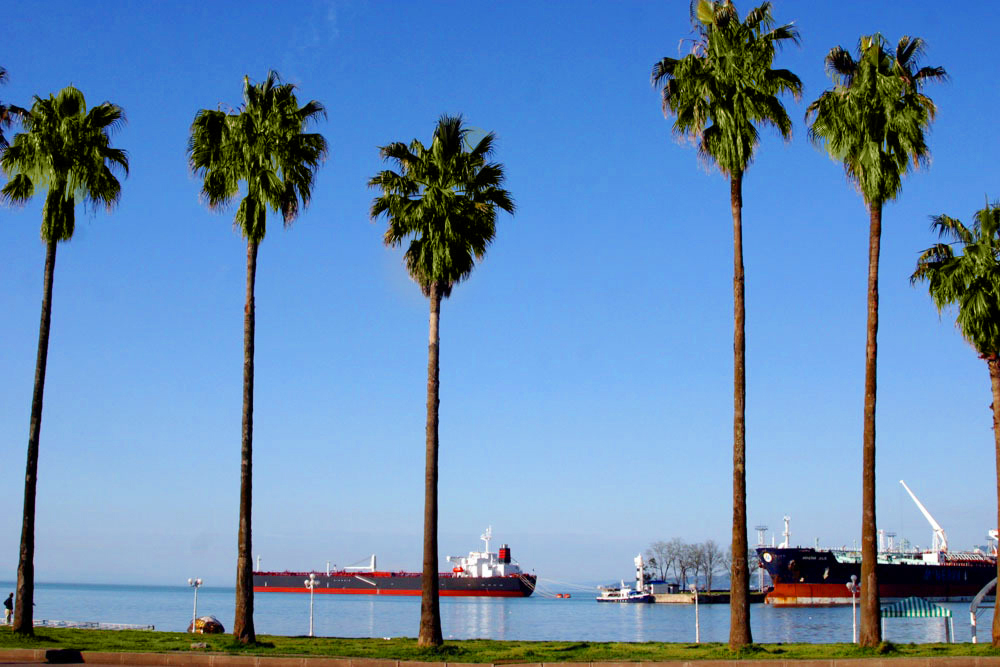
Batumi am Schwarzen Meer

Panorama Batumi, 2017

Batumi liegt auf einer flachen Halbinsel nahe der Mündung des Flusses Tschorochi in das Schwarze Meer. Die Stadt wird von steilen Hügelketten eingeschlossen, die im Vorfeld des Kleinen Kaukasus liegen. Die Vororte der Stadt mit alten Holzhäusern und Plattenbau-Siedlungen wurden in die Hügel hinein gebaut, während die Altstadt an das Meer grenzt.

## Demografie
Die Bevölkerungszusammensetzung von Batumi hat sich im Laufe der letzten Jahrhunderte immer wieder massiv verändert. Nachdem die Stadt im 19. Jahrhundert unter russische Kontrolle kam, nahm der Anteil der in Batumi lebenden Russen stark zu. Parallel dazu ließen sich auch viele Armenier und andere Bevölkerungsgruppen aus dem Russischen Reich dort nieder.
1886 hatte Batumi rund 14.800 Einwohner. Davon waren 23,4 % Armenier, 20,1 % Griechen, 17 % Georgier (und Mingrelier), 11,2 % Russen, 8,4 % Türken, 6,3 % Juden (vorwiegend Aschkenasim, einige georgische Juden) und 3,7 % waren Abchasen.
Im Laufe des 20. Jahrhunderts nahm der Bevölkerungsanteil der Georgier stetig zu. Beim sowjetischen Zensus 1939 wurde eine Einwohnerzahl von rund 70.000 ermittelt, davon 41 % Georgier, 29,1 % Russen, 17,2 % Armenier, 5,5 % Griechen und 2,5 % Juden. Daneben gab es kleine Gemeinden von Kurden (0,5 %), Russlanddeutschen (0,3 %) und Assyrern (0,3 %).
Ab der zweiten Hälfte des 20. Jahrhunderts verließen mehr und mehr Russen und Angehörige anderer Minderheiten die Stadt. Als die Sowjetunion zerfiel und Georgien unabhängig wurde, kam es noch einmal zu einer großen Abwanderungswelle nicht-georgischstämmiger Einwohner aus ganz Georgien. Dadurch sank Batumis Einwohnerzahl von 136.609 bei der letzten Volkszählung der Sowjetunion 1989 auf 121.806 Menschen bei der Volkszählung 2002. Davon waren 85,64 % Georgier, 6,17 % Armenier, 5,17 % Russen, 0,66 % Abchasen, 0,63 % Ukrainer und 0,48 % Griechen. Daneben gab es noch einige weitere, kleinere Minderheiten, wie etwa Osseten und Aserbaidschaner.

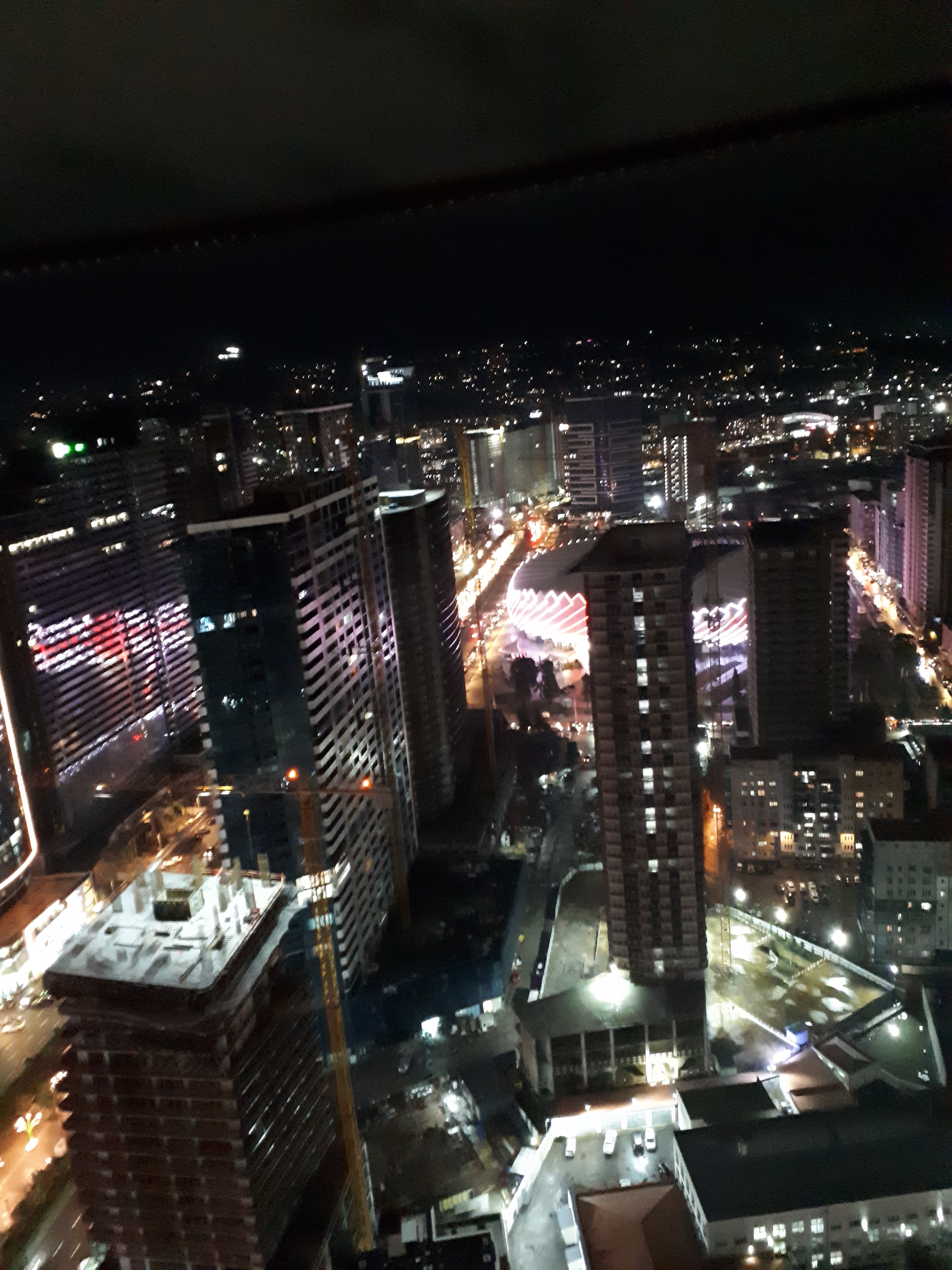
Blick auf das moderne Zentrum von Batumi, in der Bildmitte das beleuchtete Stadion, November 2024

Durch umfangreiche Eingemeindungen zum 1. Januar 2013 stieg die Einwohnerzahl der Stadt bis 2014 auf 152.839, was gegenüber dem Wert von 2002 auf die neuen Stadtgrenzen bezogen (155.176) einen fortgesetzten leichten Rückgang bedeutet.
Bevölkerungsentwicklung
Anmerkung: Volkszählungsdaten. 2013 Teil der Munizipalität Chelwatschauri eingemeindet.

## Geschichte

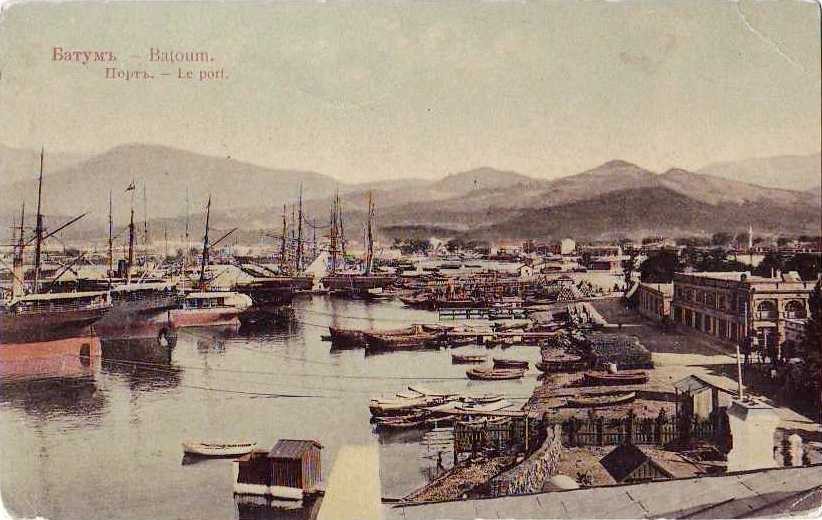
Batumi im 19. Jahrhundert

Batumi wurde im antiken Griechenland als Kolonie unter dem Namen Batis gegründet. Er wird von den griechischen Worten bathis limin abgeleitet und bedeutet tiefer Hafen. 1564 wurde die damals gurische Stadt vom Osmanischen Reich annektiert und nach dem Russisch-Osmanischen Krieg mit dem Berliner Vertrag 1878 an Russland angegliedert. 1901 organisierte Josef Stalin selbst Streiks in Batumi.
Nach dem Friedensvertrag von Brest-Litowsk wurde die Stadt 1918 im April zunächst Teil der Türkei, im Dezember dann für 19 Monate von Großbritannien besetzt. Im Mai und Juni 1918 fand hier eine Konferenz zwischen osmanischen und diversen Delegierten aus der Kaukasusregion statt, auf der – erkauft durch Konzessionen ans Osmanische Reich – Friedens- und Freundschaftsverträge ausgehandelt wurden.  Nach dem Abschluss des Orientvertrages zwischen Sowjetrussland und der Türkei fiel Batumi am 18. März 1921 an Georgien und damit an die spätere Sowjetunion und wurde die Hauptstadt Adschariens.
Bereits in den 1870er Jahren war Batumi ein wichtiger Exporthafen für Wolle, Baumwolle, Holz, Seidenkokons und Mangan. Seit 1883 ist die Stadt zudem ein bedeutender Umschlagplatz für Erdöl, nachdem sie Anschluss an die Bahnstrecke Poti–Baku erhielt. Die georgische Eisenbahn und eine Pipeline bringen Rohöl und Erdölprodukte aus dem aserbaidschanischen Baku am Kaspischen Meer.

## Gegenwart

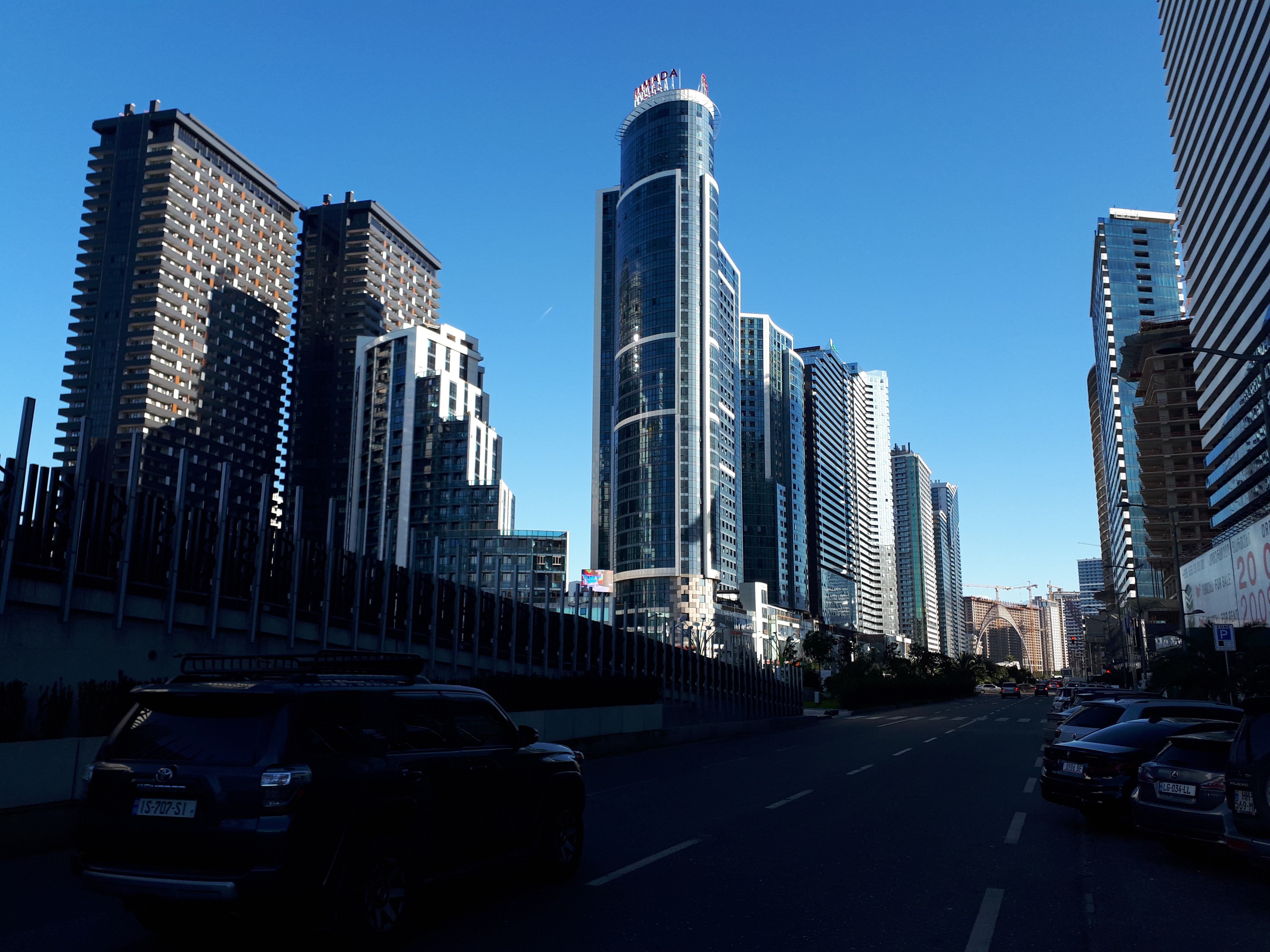
Batumi, November 2024

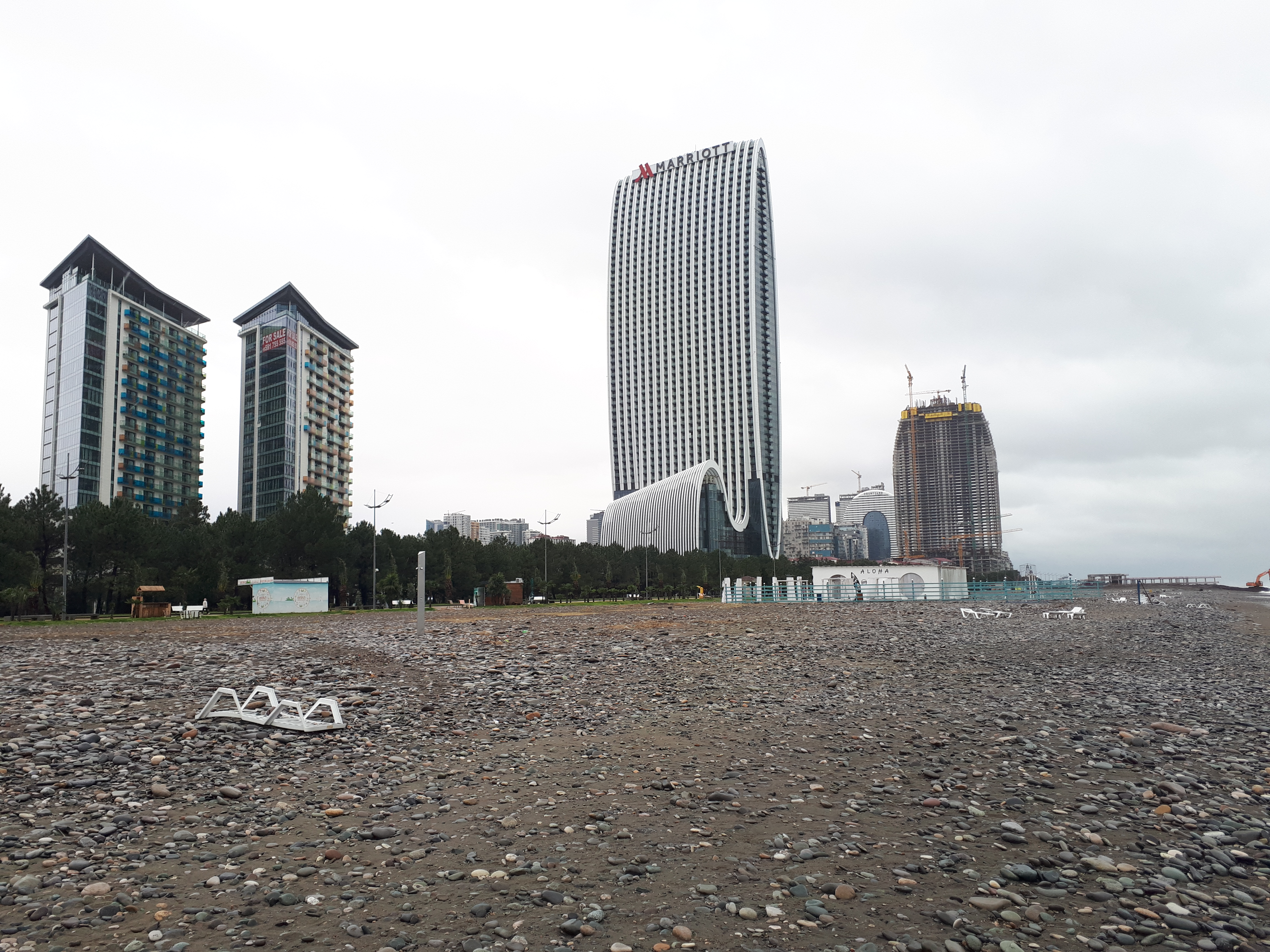
Rege Bautätigkeit an der Küste von Batumi, November 2024

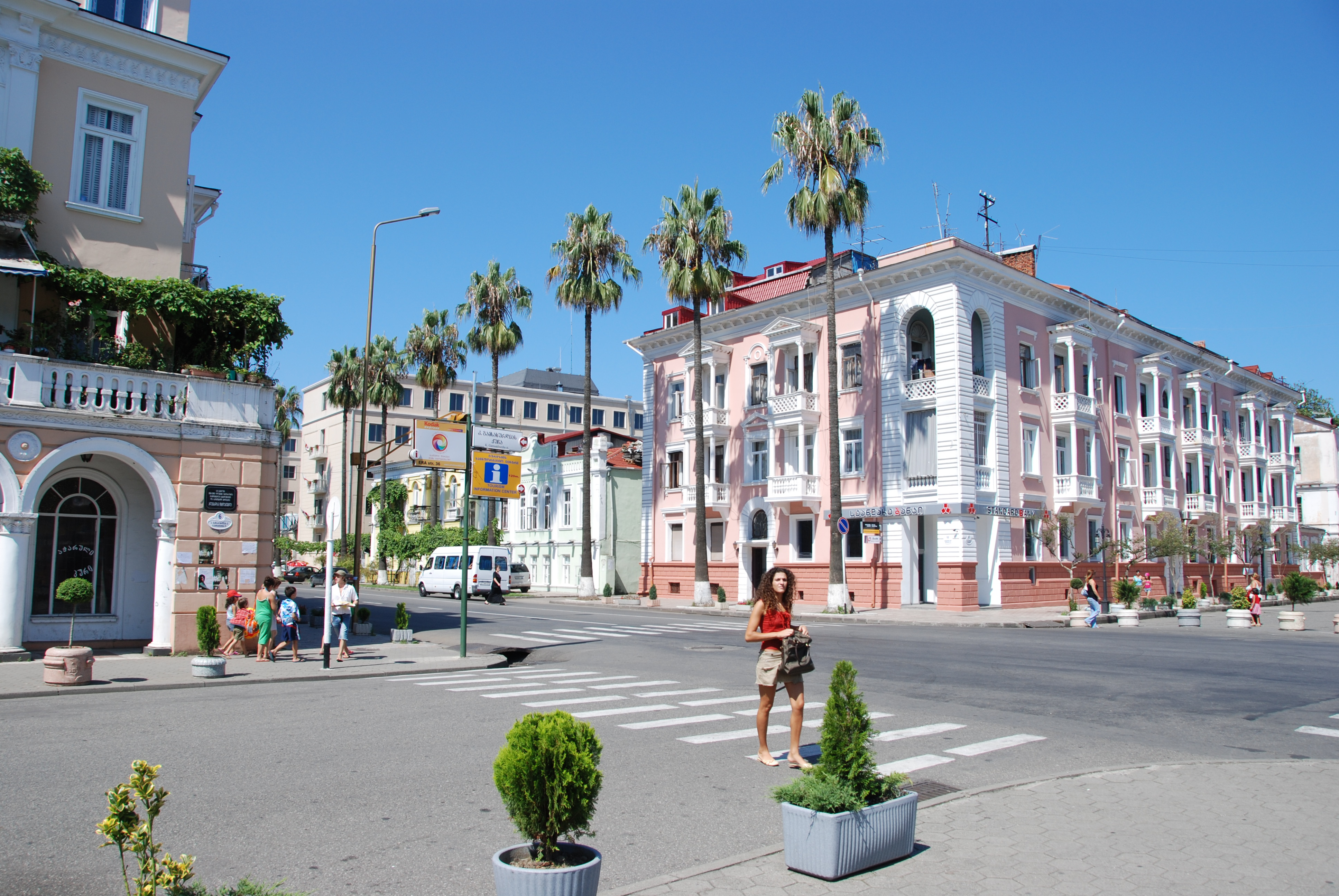
Hauptverkehrsstraße in Batumi, 2006

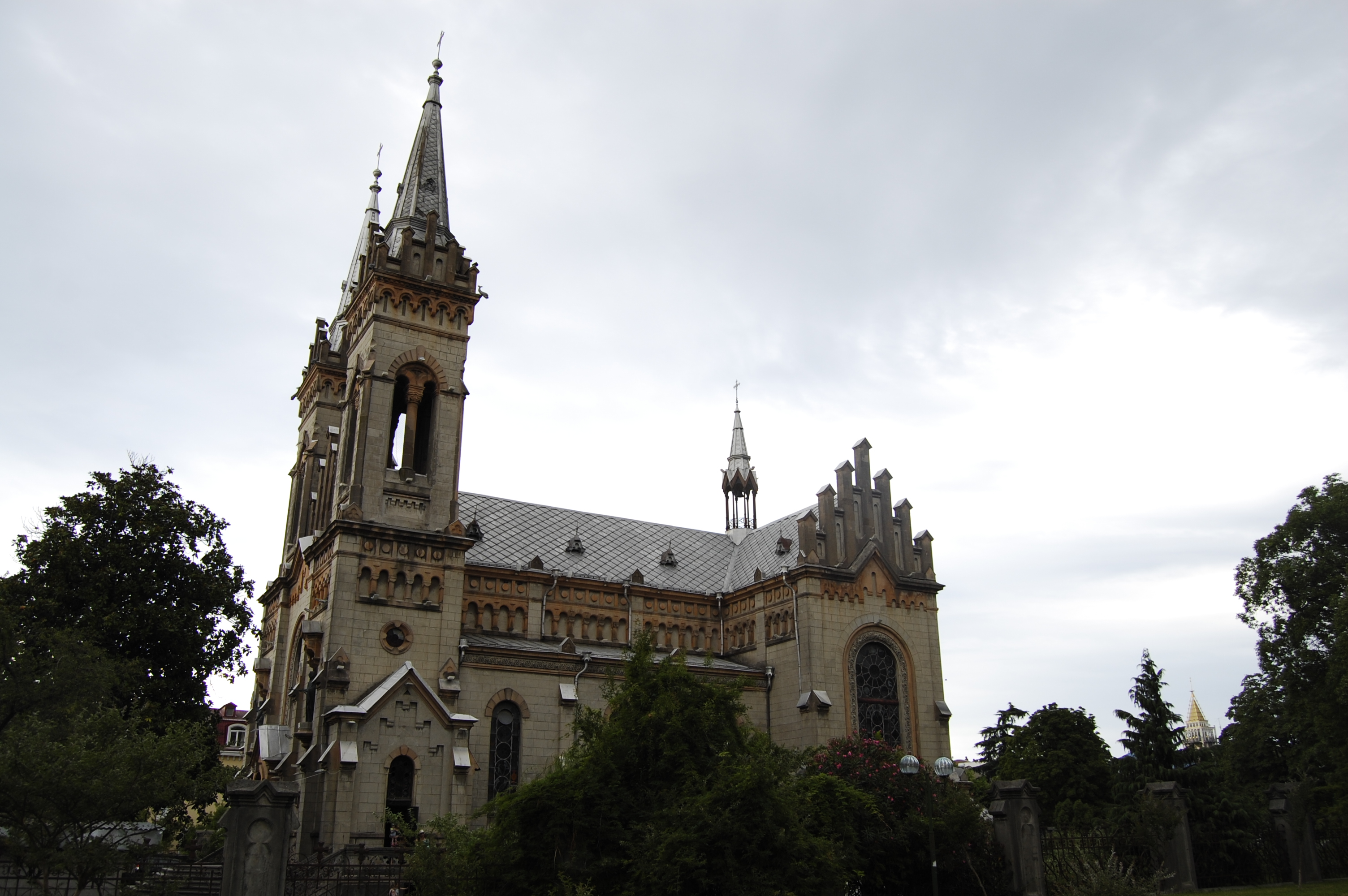
georgisch-orthodoxe Kathedrale der Geburt der Jungfrau Maria

Seit dem Machtwechsel in Adscharien 2004 hat Batumi internationale Investoren angezogen. Firmen aus Kasachstan, Aserbaidschan und der Türkei errichteten neue Hotelkomplexe. Die Strandpromenade wird renoviert und von 800 Metern auf 5000 Meter ausgebaut. Die Immobilienpreise in der Stadt haben sich seither mehr als verdreifacht.
In Batumi war bis November 2007 die 12. Militärbasis der Gruppe der Russischen Streitkräfte in Transkaukasien (GRVZ) stationiert. Bis 2004 hatten 70 % der Soldaten eine doppelte russisch-georgische Staatsbürgerschaft, danach wurden sie gegen rein russische Staatsangehörige ausgetauscht. Bereits 2006 wurde ein Teil der Fahrzeuge und Waffen aus der Basis entfernt.
Im Juli 2007 verlegte der georgische Verfassungsgerichtshof seinen Sitz von Tbilissi nach Batumi.
Mit Beschluss vom 15. Juli 2011 und mit Wirkung ab 1. Januar 2013 wurden 16 Ortschaften mit insgesamt 33.370 Einwohnern auf einer Fläche von 46 km² der die Stadt umgebenden Munizipalität Chelwatschauri nach Batumi eingemeindet, wodurch die Einwohnerzahl der Stadt um mehr als ein Viertel stieg, die Fläche sich mehr als verdreifachte und die bislang zweitgrößte Stadt Georgiens Kutaissi nach Einwohnern überholt wurde. Zu den eingemeindeten Orten gehören unter anderem die frühere Minderstadt Chelwatschauri (Sitz der gleichnamigen Munizipalität) und mehrere Seebäder nördlich (Mzwane Konzchi und die ehemalige Minderstadt Machindschauri) sowie südlich des Zentrums (Gonio und Kwariati).

## Klima
Das Klima Batumis ist feucht-subtropisch (effektive Klimaklassifikation: Cfa). Die durchschnittliche Jahrestemperatur beträgt 14 Grad Celsius. Die wärmsten Monate sind Juli und August mit einer Durchschnittstemperatur von 22 Grad Celsius. Die niedrigste in Batumi aufgezeichnete Temperatur waren −7 Grad Celsius, die höchste 40 Grad Celsius.
Die jährliche Niederschlagsmenge beträgt 2500 mm. Der feuchteste Monat ist Januar mit rund 20 Tagen Regen. Der trockenste Monat ist Mai mit 15 Tagen ohne jeglichen Regen. In der Stadt wachsen Palmen, Zypressen, Magnolien, Oleander, Zitronen- und Orangenbäume.
|                       | Jan  | Feb  | Mär  | Apr  | Mai  | Jun  | Jul  | Aug  | Sep  | Okt  | Nov  | Dez  |   |      |
| Mittl. Tagesmax. (°C) | 11,3 | 11,4 | 13,6 | 16,7 | 21,5 | 25,1 | 27,6 | 27,9 | 25,2 | 21,7 | 17,1 | 13,9 | ⌀ | 19,5 |
| Mittl. Tagesmin. (°C) | 1,4  | 1,6  | 3,2  | 5,8  | 10,7 | 15,5 | 18,5 | 18,4 | 15,1 | 10,9 | 7,0  | 4,4  | ⌀ | 9,4  |
|                       |      |      |      |      |      |      |      |      |      |      |      |      |   |      |
| Niederschlag (mm)     | 236  | 185  | 136  | 124  | 84   | 163  | 163  | 222  | 315  | 240  | 300  | 236  | Σ | 2404 |
|                       |      |      |      |      |      |      |      |      |      |      |      |      |   |      |
| Sonnenstunden (h/d)   | 3,2  | 3,7  | 4,1  | 4,9  | 6,4  | 7,8  | 6,9  | 7,2  | 6,7  | 5,7  | 4,2  | 3,5  | ⌀ | 5,4  |
|                       |      |      |      |      |      |      |      |      |      |      |      |      |   |      |
| Regentage (d)         | 14   | 14   | 14   | 14   | 12   | 12   | 12   | 13   | 13   | 12   | 14   | 15   | Σ | 159  |
|                       |      |      |      |      |      |      |      |      |      |      |      |      |   |      |
| Wassertemperatur (°C) | 6    | 6    | 8    | 11   | 16   | 20   | 24   | 24   | 22   | 17   | 12   | 9    | ⌀ | 14,6 |
|                       |      |      |      |      |      |      |      |      |      |      |      |      |   |      |
| Luftfeuchtigkeit (%)  | 70   | 71   | 75   | 76   | 79   | 78   | 80   | 81   | 79   | 76   | 72   | 69   | ⌀ | 75,5 |

| 1,4 |

| 1,6 |

| 3,2 |

| 5,8 |

| 10,7 |

| 15,5 |

| 18,5 |

| 18,4 |

| 15,1 |

| 10,9 |

| 7,0 |

| 4,4 |

| 1,4 |

| 1,6 |

| 3,2 |

| 5,8 |

| 10,7 |

| 15,5 |

| 18,5 |

| 18,4 |

| 15,1 |

| 10,9 |

| 7,0 |

| 4,4 |

## Sehenswürdigkeiten

Medea-Denkmal in der Altstadt Batumis

Berühmt ist der 800 Meter lange palmengesäumte Primorski Boulevard am Strand des Schwarzen Meeres. Dort reihen sich Paläste und Spielbanken US-amerikanischer Hotelkonzerne aneinander. Das Staatsmuseum Adschariens zeigt Schätze aus der griechischen Antike, darunter eine kolchische Bronzekrone, Vasen und Schmuck aus Gold und Silber.
Im Norden der Stadt, am Grünen Kap, liegt der Botanische Garten Batumis. Er bietet auf 114 Hektar eine dendrologische Sammlung mit 3.270 Baumarten. Die Terrassenanlage an der Steilküste bietet spektakuläre Ausblicke über die Bucht von Batumi.
Das südlich Batumis gelegene Aquarium beherbergt über 100 Fischarten. Das Delfinarium zeigt dressierte Große Schwarzmeertümmler (Tursiops truncatus ponticus), eine vom Aussterben bedrohte Unterart des Großen Tümmlers.
Ein beliebtes Ausflugsziel ist Gonio, eine spätrömische Festung, etwa zehn Kilometer südlich von Batumi. Die Anlagen sind gut erhalten und die Mauern können bestiegen werden. Des Weiteren liegt der Mtirala-Nationalpark in unmittelbarer Nähe der Stadt.
Im Juli 2007 wurde auf dem Freiheitsplatz im Zentrum der Altstadt von Batumi das Medea-Denkmal eingeweiht. Es erinnert an die berühmte griechische Sage vom Goldenen Vlies und symbolisiert zugleich Georgiens historischen Anspruch auf diesen Teil der Schwarzmeerküste.
In Batumi existiert ein 80 Meter hohes Riesenrad. Ein weiteres Riesenrad befindet sich in der Fassade des Batumi Tower.

## Bildung, Kultur und Sport
In Batumi gibt es drei Hochschulen, darunter die Staatliche Schota-Rustaweli-Universität. Daneben existieren eine Kunsthochschule und eine Marineakademie. Außerdem finden sich in der Stadt zahlreiche Theater und Museen.
Der in der Stadt beheimatete FC Dinamo Batumi spielt in der höchsten Liga des Landes, der Erovnuli Liga. Zwischen 2018 und 2020 wurde ein neues Fußballstadion und Spielstätte des FC Dinamo gebaut, nachdem das alte Zentral-Stadion Batumi seit 2006 nicht mehr nutzbar war. Das Batumi-Stadion bietet 20.035 Sitzplätze.

## Stadtverwaltung

### Bürgermeister
Bürgermeister war seit Ende 2017 Lascha Komachidse vom Parteienbündnis Georgischer Traum, bis zu seinem Rücktritt im Juli 2020. Er löste den ab 2. August 2014 amtierenden Giorgi Jermakow ab, der auf den vom damaligen Präsidenten Micheil Saakaschwili in das Amt berufenen Murman Beridse von der Vereinten Nationalen Bewegung folgte. In einem Strafverfahren mit sieben Angeklagten, die meisten waren Vizeminister der Ära Saakaschwili, wurde Jermakow im Januar 2020 wegen Unterschlagung zu 7 Jahren Haft verurteilt.

### Partnerstädte
Als ihre dreißig Partnerstädte nennt die Stadt Batumi:
| Stadt                           | Land                | seit |
| ------------------------------- | ------------------- | ---- |
| Altınordu (Ordu)                | Türkei              | 2010 |
| Aschdod                         | Israel              | 2012 |
| Bari                            | Italien             | 1987 |
| Brest                           | Belarus             | 2015 |
| Burgas                          | Bulgarien           | 2009 |
| Daugavpils                      | Lettland            | 2012 |
| Donezk                          | Ukraine             | 2013 |
| Donostia-San Sebastián          | Spanien             | 1987 |
| Jalta                           | Ukraine             | 2008 |
| Jūrmala                         | Lettland            | 2014 |
| Kislowodsk                      | Russland            | 1997 |
| Kuşadası                        | Türkei              | 2010 |
| Marbella                        | Spanien             | 2010 |
| Naxçıvan                        | Aserbaidschan       | 2012 |
| Netanja                         | Israel              | 2018 |
| New Orleans                     | Vereinigte Staaten  | 2012 |
| Nysa                            | Polen               | 2017 |
| Paphos                          | Zypern              | 2016 |
| Piräus                          | Griechenland        | 1996 |
| Prag, Verwaltungsbezirk 1       | Tschechien          | 2013 |
| Rostock                         | Deutschland         | 2012 |
| Savannah                        | Vereinigte Staaten  | 1992 |
| Scharm asch-Schaich (El Sheikh) | Ägypten             | 2014 |
| Ternopil                        | Ukraine             | 2011 |
| Trabzon                         | Türkei              | 2000 |
| Urumtschi                       | Volksrepublik China | 2015 |
| Verona                          | Italien             | 2010 |
| Volos                           | Griechenland        | 2007 |
| Wanadsor                        | Armenien            | 2006 |
| Yalova                          | Türkei              | 2012 |

Anmerkung:

## Persönlichkeiten

### Söhne und Töchter der Stadt
- Herbert Backe (1896–1947), deutscher NS-Politiker
- Wiktor Poslawski (1896–1979), russisch-sowjetischer Wasserbauingenieur und Hochschullehrer
- Grigori Mairanowski (1899–1964), sowjetischer Chemiker und Toxikologe
- Ülvi Rəcəb (1903–1938), Schauspieler
- Aschot Mndojantsch (1910–1966), sowjetischer Architekt
- Aramaschot Papajan (1911–1998), Schriftsteller
- Joannis Avramidis (1922–2016), griechisch-österreichischer Bildhauer
- Sussanna Madojan (1925–2023), sowjetische bzw. russische Elektroingenieurin und Hochschullehrerin
- Arkadi Strugazki (1925–1991), sowjetisch-russischer Anglist, Japanologe und Science-Fiction-Autor
- Rostom Abaschidse (* 1935), Ringer
- Wladimir Bagirow (1936–2000), sowjetisch-aserbaidschanischer Schachspieler
- Dawit Gwanzeladse (1937–1984), Ringer
- Aslan Abaschidse (* 1938), Politiker
- Dschanri Kaschia (1939–2012), Journalist
- Ansor Kawasaschwili (* 1940), Fußballspieler
- Sarkis Sarchajan (1947–2021), sowjetisch-armenischer Tischtennisspieler
- Konstantin Satulin (* 1958), russischer Politiker
- Fjodor Jurtschichin (* 1959), russischer Kosmonaut
- Waleri Meladse (* 1965), russischer Sänger und Schauspieler georgischer Herkunft
- Lewan Warschalomidse (* 1972), Politiker
- Irakli Alassania (* 1973), Politiker
- Muchran Wachtangadse (* 1973), Ringer
- Nona Zozoria (* 1973), Juristin
- Chatuna Samnidse (* 1978), Politikerin
- Dawit Bedinadse (* 1985), Ringer, Weltmeister 2007
- Guram Perselidse (* 1985), Ringer
- Sopo Chalwaschi (* 1986), Sängerin
- Nino Baziaschwili (* 1987), Schachspielerin
- Khatia Buniatishvili (* 1987), georgisch-französische Pianistin
- Salome Melia (* 1987), Schachspielerin
- Boris Kolzow (* 1988), russischer Dartspieler
- Miranda Mikadse (* 1989), Schachspielerin
- Giorgi Ziwadse (* 1993), Tennisspieler

### Personen, die mit Batumi in Verbindung stehen
- Katie Melua (* 1984), georgisch-britische Sängerin und Musikerin
- Recep Tayyip Erdoğan (* 1954), türkischer Politiker[16]